# Франк Сешеай
Франсуа (Франк) Сешеай (фр. François (Frank) Séchehaye, 3 листопада 1907, Женева — 13 лютого 1982, Лозанна) — швейцарський футболіст, що грав на позиції воротаря, зокрема, за клуби «Етуаль Каруж» та «Серветт», а також національну збірну Швейцарії. По завершенні ігрової кар'єри — тренер.
Володар Кубка Франції. Чотириразовий чемпіон Швейцарії. Володар Кубка Швейцарії (як гравець і як тренер). 

## Клубна кар'єра

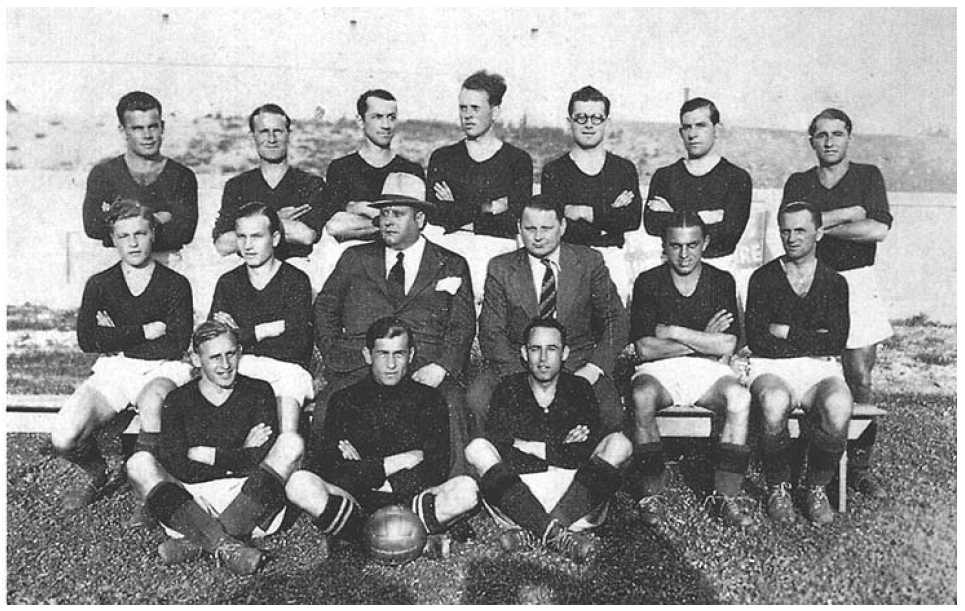
Чемпіонська команда «Серветта» 1933 року. Зліва направо. Верхній ряд: Кезер, Луашо, Пасселло, Л'От, Кільгольц, Рюгг, Лерчер; середній ряд: Гіншар, Освальд, Геррен (президент), Келлермюллер (менеджер), Амадо, Такс; нижній ряд: Марат, Сешеай, Раппан (граючий тренер).

У футболі дебютував 1923 року виступами за команду «Етуаль Каруж», в якій провів шість сезонів. 
Протягом 1929—1931 років захищав кольори «Клуб Франсе».
Своєю грою за останню команду привернув увагу представників тренерського штабу клубу «Серветт», до складу якого приєднався 1931 року. Відіграв за женевську команду наступні три сезони своєї ігрової кар'єри. За цей час двічі виборював титул чемпіона Швейцарії в 1933 і 1934 роках. Також грав у фіналі Кубка Швейцарії 1934 року.
Завершив професійну ігрову кар'єру в «Лозанні», за команду якого виступав протягом 1934—1936 років. В сезоні 1934-1935 виграв з клубом чемпіонат Швейцарії. «Лозанна» на одне очко випередила «Серветт», колишній клуб Сешеая. В цьому ж році команда здобула Кубок Швейцарії, розгромивши у фіналі «Нордштерн» з рахунком 10:0. 
В чемпіонаті 1935-1936 «Лозанна» вдруге поспіль стала переможцем. Влітку клуб взяв участь в Кубку Мітропи. Швейцарські клуби вперше отримали запрошення виступити в турнірі і розпочинали свій шлях в кваліфікаційному раунді. Всі чотири команди зі Швейцарії не змогли пройти цю стадію. «Лозанна» зустрічалась з чехословацьким клубом «Жиденіце» і в першому матчі програла з рахунком 0:5. Вдома клуб з Лозанни виграв з рахунком 2:1, але далі пройшов суперник.

## Виступи за збірну
1927 року дебютував в офіційних матчах у складі національної збірної Швейцарії. Протягом кар'єри у національній команді, яка тривала 9 років, провів у її формі 37 матчів.
Був учасником футбольного турніру на Олімпійських іграх 1928 року у Амстердамі, де його збірна в першому ж матчі 1/8 фіналу поступилась Німеччині (0:4). 
У складі збірної був учасником чемпіонату світу 1934 року в Італії, де зіграв проти Нідерландів (3-2) і Чехословаччини (2-3).

## Кар'єра тренера
Розпочав тренерську кар'єру, повернувшись до футболу після невеликої перерви, 1942 року, очоливши тренерський штаб клубу «Лозанна».
1958 року став головним тренером команди «Серветт», тренував женевську команду один рік.
Протягом тренерської кар'єри також очолював «Сьйон».
Останнім місцем тренерської роботи був клуб «Лозанна», головним тренером команди якого Франк Сешеай був з 1961 по 1962 рік.
Помер 13 лютого 1982 року на 75-му році життя у місті Лозанна.

## Статистика виступів

### Статистика виступів у Кубку Мітропи
| №                      | Розіграш               | Стадія                 | Дата та місце проведення | Команда 1              | Рахунок | Команда 2       | Голи |
| ---------------------- | ---------------------- | ---------------------- | ------------------------ | ---------------------- | ------- | --------------- | ---- |
| 1                      | 1936                   | кв. раунд              | 7.06.1936 Брно           | Жиденіце (Брно)        | 5:0     | Лозанна         | -5   |
| 2                      | 1936                   | кв. раунд              | 14.06.1936 Лозанна       | Лозанна                | 2:1     | Жиденіце (Брно) | -1   |
| Всього у кубку Мітропи | Всього у кубку Мітропи | Всього у кубку Мітропи | Всього у кубку Мітропи   | Всього у кубку Мітропи | 2       |                 | -6   |

## Титули і досягнення

### Як гравця
- Володар Кубка Франції (1):

«Клуб Франсе»: 1930-1931
- Чемпіон Швейцарії (4):

«Серветт»: 1932-1933, 1933-1934
«Лозанна»: 1934-1935, 1935-1936
- Володар Кубка Швейцарії (1):

«Лозанна»: 1934-1935

### Як тренера
- Володар Кубка Швейцарії (1):

«Лозанна»: 1961-1962